# زنبور شائع
الزنبور الشائع (الاسم العلمي: Vespula vulgaris)، هو نوع من الزنابير موجود في مناطق تشمل المملكة المتحدة وأيرلندا وألمانيا والهند والصين ونيوزيلندا  وأستراليا. في عام 2010، تم العثور على الزنبور الشائع الظاهري في أمريكا الشمالية من نوع مختلف اسمه السترة الصفراء الأمريكية [الإنجليزية]. 